# Amt Rüsselsheim
Das Amt Rüsselsheim war ein Amt der Grafschaft Katzenelnbogen und ihrer Rechtsnachfolger, zuletzt des Großherzogtums Hessen.

## Geografie

### Lage
Das Amt Rüsselsheim nahm das Gebiet ein, das durch den Winkel gebildet wird, der sich aus der Mündung des Mains in den Rhein südlich des Mains und östlich des Rheins ergibt. Rüsselsheim am Main war der Amtssitz.

### Bestandteile
1806 gehörten zum Amt Rüsselsheim:
- Astheim
- Bauschheim
- Bischofsheim
- Groß-Gerau
- Haßloch
- Klein-Gerau
- Königstädten
- Raunheim
- Rüsselsheim
- Trebur
- Wallerstädten
- Worfelden

## Funktion
In Mittelalter und Früher Neuzeit waren Ämter eine Ebene zwischen den ländlichen Gemeinden und der Landesherrschaft. Die Funktionen von Verwaltung und Rechtsprechung waren hier nicht getrennt. Dem Amt stand ein Amtmann vor, der von der Landesherrschaft eingesetzt wurde. 

## Geschichte

### Mittelalter
Das Amt Rüsselsheim gehörte zur Grafschaft Katzenelnbogen und dort zur Obergrafschaft Katzenelnbogen. Ende des 14. oder Anfang des 15. Jahrhunderts wurde es aus dem Amt Dornberg ausgegliedert.
1457 heiratete Anna von Katzenelnbogen, Erbtochter Philipps des Älteren, Landgraf Heinrich III. von Hessen. Mit dem Tod Philipps 1479 fiel die Grafschaft Katzenelnbogen – und damit auch das Amt Rüsselsheim – an die Landgrafschaft Hessen.

### Frühe Neuzeit
Bei der Teilung der Landgrafschaft Hessen unter den Erben des Landgrafen Philipp I. 1567 gelangte die gesamte Obergrafschaft Katzenelnbogen an die Landgrafschaft Hessen-Darmstadt.
Deren erster Regent, Landgraf Georg I., veranlasste, dass die von seinem Kanzler, Johann Kleinschmidt, zusammengestellte Sammlung Landrecht der Obergrafschaft Katzenelnbogen dort rechtsverbindlich wurde. Sie galt in allen Gemeinden des Amtes Rüsselsheim als Partikularrecht, subsidiär ergänzt durch das Gemeine Recht, bis ans Ende des 19. Jahrhunderts. Erst das Bürgerliche Gesetzbuch, das einheitlich im ganzen Deutschen Reich galt, setzte zum 1. Januar 1900 das alte Partikularrecht außer Kraft.

### Neuzeit und Auflösung
Mit dem Zusammenbruch der alten Ordnung in der Folge der Französischen Revolution musste sich auch die Landgrafschaft Hessen-Darmstadt neu organisieren, vor allem die durch Säkularisation und Mediatisierung hinzugewonnenen Gebiete in den Staat integrieren. Aus der Obergrafschaft Katzenelnbogen und allen Gebieten südlich des Mains, die nun zur Landgrafschaft gehörten, wurde das Fürstentum Starkenburg (später: Provinz Starkenburg) gebildet, in dem auch das Amt Rüsselsheim lag.
Mit der Ausführungsverordnung vom 9. Dezember 1803 wurde zunächst das Gerichtswesen der beiden oberen Instanzen neu organisiert. Die Ämter – so auch Rüsselsheim – blieben die erste Instanz der Rechtsprechung in Zivilsachen. Für das Fürstentum Starkenburg wurde das Hofgericht Darmstadt Gericht der zweiten Instanz für Zivilsachen. Zuständig war es weiter erstinstanzlich für standesherrliche Familiensachen und Strafsachen. Ihm übergeordnet war das Oberappellationsgericht Darmstadt. 1806 wurde die Landgrafschaft Hessen-Darmstadt zum Großherzogtum Hessen. 
1821 kam es zu einer Justiz- und Verwaltungsreform, mit der auch die Trennung der Rechtsprechung von der Verwaltung auf unterer Ebene umgesetzt wurde. Die Ämter wurden aufgelöst, ihre Aufgaben hinsichtlich der Verwaltung neu gebildeten Landratsbezirken, die erstinstanzliche Rechtsprechung Landgerichten übertragen. Für die Verwaltung der Orte des ehemaligen Amtes Rüsselsheim war jetzt der Landratsbezirk Dornberg, für die Rechtsprechung das Landgericht Großgerau zuständig.